# Сигнал (фильм, 2014)
«Сигнал» (англ. The Signal) — научно-фантастический фильм 2014 года режиссёра Уильяма Юбэнка. Премьера фильма состоялась на кинофестивале Сандэнс 2014 года. В США фильм вышел в прокат 13 июня 2014 года, в России премьера состоялась 4 сентября.

## Сюжет
Три студента MIT — Джона, Ник и Хейли — направляются в Калифорнию на машине. Хейли, девушка Ника, переезжает на учёбу в другой университет и целый год не сможет с ним видеться. Во время одной из остановок в отеле парни обнаруживают в сети хакера NOMAD, из-за которого их отчислили из университета, так как он взломал систему и разрушил сервера, а подозрение пало на них. Он показывает им свои возможности, отправив по электронной почте ссылку на подкаст со включённой веб-камеры на ноутбуке спящей Хейли, где они видят самих себя. Используя свои навыки, им удаётся вычислить место, где находится компьютер NOMADa, и они решают поквитаться с ним. В пути Джон получает фотографию с камеры наблюдения на свой ноутбук, где запечатлена их ехавшая машина, движущаяся по дороге. По пути выясняется о желании Ника расстаться с Хейли, так как через год из-за прогрессирующей болезни он может попасть в инвалидное кресло. Друзья добираются до заброшенного дома поздно ночью и, оставив Хейли в машине, заходят внутрь. В подвале заброшенного дома они находят пустые и покрытые пылью стеллажи для серверов, после чего слышат крики Хейли. Их машина оказывается открытой, а радио самостоятельно меняет частоты. Ник светит фонариком по сторонам и в какой-то момент видит стоящую Хейли, но она сразу взлетает в воздух и пропадает в темноте, а парни замечают огни и бегут к ним.
Ник приходит в сознание в подземном исследовательском центре, где его допрашивает доктор Уильям Деймон. Он сообщает, что рядом с домом было обнаружено внеземное существо, и отказывается отвечать на заданные в ответ вопросы. Все врачи ходят в костюмах биологической защиты. Деймон объясняет это тем, что Ник может быть заразен. Деймон показывает Нику запись с его видеокамеры из дома, где на одном кадре видно лицо инопланетянина, скрывающееся в листве деревьев. Доктор проводит тесты на определение цвета, формы и т.п., которые злят Ника. Его также удивляет то, что за всё время он видел только одни часы, висящие на стене, но и они сломаны, а стрелки застыли на половине первого. Ник не чувствует ног, поэтому его возят в инвалидной коляске. Во время его доставки на один из допросов он видит в палате лежащую Хейли, которая по словам Деймона в коме. В своей палате через вентиляционное отверстие Ник слышит Джона, жалующегося на странные ощущения в теле и руках. При этом доктор утверждает, что Джона так и не нашли возле дома.
Ника ловят при попытке сбежать вместе с Хейли. При сопротивлении он обнаруживает, что вместо ног у него протезы, сделанные по внеземной технологии. Врачи сбегают из палаты, а Деймон наблюдает за ним через стекло и требует от Ника воткнуть себе иглу в вену для его же безопасности. Ник не слушает его и выбирается вместе с девушкой наружу. Им удаётся заполучить автомашину, Деймон начинает преследование беглецов, попутно устраняя свидетелей.
Ник и Хейли колесят по пустыне, но понимают, что магистраль внезапно обрывается, упираясь в огромный разлом. Затем им удаётся добраться до заброшенного туристического центра, где они находят Джону в костюме биозащиты. Ник укладывает девушку спать, обращая внимание на странный металлический имплантат, выступающий на одном из её верхних позвонков, а также на татуировку с цифрами, которую обнаружил и у себя. Джона показывает Нику, что вместо рук у него теперь кибернетические протезы, аналогичные протезам Ника. Он считает, что их забрали в Зону 51. Такой вывод он сделал, сложив цифры на татуировке (2.3.5.41), дающие в сумме число 51. Джона говорит о том, что это серийный код не конкретного человека, а этой зоны в целом, так как цифры на татуировках у всех одинаковые.
Утром беглецы берут грузовик и едут по направлению к единственной дороге, которая может их вывести к цивилизации. На пути к выходу герои натыкаются на пост КПП. Джона, одетый в защитный комбинезон, говорит вооружённой охране в защитных масках, что ему разрешили выехать, а Ник с Хейли прячутся в кабине. Но охранники его разоблачают и блокируют грузовик бетонными подпорками. Джона выбегает из кабины, пробившись в домик охраны, где обнаруживает ноутбук. После чего Джону тяжело ранят, и тогда он решает задержать солдат. Своими руками он сбивает блокировку грузовика, и Ник с Хейли уезжают, а Джона остаётся драться.
По дороге Нику попадается блокада из полицейских машин. Впереди стоит Деймон, позади него спецназовцы в масках, держащие под прицелом автоматов дорогу. Парень хочет протаранить их, но внезапно брошенные шипы под колёса переворачивают грузовик. Хейли забирают на вертолёте, а Ника оставляют лежать. Он встаёт, после чего с ним говорит Деймон, и выясняется, что он и есть NOMAD (если имя Damon прочитать наоборот, то получается Nomad). Номад говорит, что Ник — его лучшее творение, слияние человеческой воли и внеземной технологии. Ник приходит в ярость и, используя свои кибернетические ноги, пробивает блокаду и хочет догнать вертолёт. Но внезапно он «пробивает» и пейзаж, который оказывается куполом, и всё, что видел Ник, оказалось лишь имитацией Земли. Деймон подходит к нему и, улыбаясь, снимает свою защитную маску. Теперь становится понятно, почему все врачи и спецназовцы носили маски и комбинезоны биозащиты. Спереди было только лицо, а вместо черепа — лишь ряд проводов. Теперь Ник понимает, что он оказался на корабле пришельцев. Внутри технического помещения, куда пробился Ник сквозь «ширму», сверху указаны уже знакомые большие земные цифры — 2.3.5.41, что может быть намёком на то, что весь этот корабль — творение рук человеческих. Большой чёрный корабль, формой напоминающий медузу, летит сквозь космос.

## В ролях
| Актёр           | Роль           |
| --------------- | -------------- |
| Брентон Туэйтес | Ник Истмен     |
| Лоренс Фишберн  | Деймон         |
| Оливия Кук      | Хейли Петерсон |
| Бо Напп         | Джона          |
| Сара Кларк      | ассистент      |
| Лин Шэй         | Мирабелль      |

## Отзывы кинокритиков
Фильм получил смешанные оценки. На сайте Rotten Tomatoes фильм на основе 68 рецензий имеет рейтинг 54 % со средним баллом 5,6 из 10.